# Bach To The Future
Bach To The Future es el sexto álbum del grupo danés Safri Duo. Contiene obras de diversos compositores contemporáneos como Steve Reich, Per Nørgård y Jacob ter Veldhuis entre otros. Las obras de Nørgård y Ter Veldhuis se realizaron con la Orquesta Simfònica Nacional de Radio Danesa.

## Listado de canciones
| N.º | Título                                                                                           | Duración |  |
| 1.  | «Bach to the Future, concerto for 2 percussionists & orchestra (Movement I: C Major)»            | 7:19     |  |
| 2.  | «Bach to the Future, concerto for 2 percussionists & orchestra (Movement II: F Sharp Major)»     | 4:32     |  |
| 3.  | «Bach to the Future, concerto for 2 percussionists & orchestra (Movement III: D Minor)»          | 8:14     |  |
| 4.  | «Nagoya Marimbas, for 2 marimbas»                                                                | 4:36     |  |
| 5.  | «42nd Street Rondo»                                                                              | 5:16     |  |
| 6.  | «Goldrush Concerto for percussion duo & orchestra (Movement I: Gold Mine)»                       | 10:31    |  |
| 7.  | «Goldrush Concerto for percussion duo & orchestra (Movement II: All The Gold This Mountain Has)» | 07:29    |  |
| 8.  | «Goldrush Concerto for percussion duo & orchestra (Movement III: Gold Rush)»                     | 11:05    |  |
| 9.  | «Music for Pieces of Wood, for 5 pairs of tuned claves»                                          | 11:59    |  |

## Personal
- Thomas Dausgaard - Conductor
- Danmarks Radiosymfoniorkester - Orquesta
- Wayne Siegel - Notas
- Brian Couzens - Productor Ejecutivo
- D.M. Cassidy - Diseño
- Hanya Chlala - Fotografía
- Lars S. Christensen - Ingeniero Editor
- Claus Due - Productor
- Florence Daguerre de Hureaux - Traslado de Notas
- Kara Lyttle - Editor de Folletos
- Per Nørgård - Línea de Editor
- Dave Partridge - Compositor de folletos
- Bent Paulsen - Fotografía
- Steve Reich - Anotador de Líneas
- Jacob Ter Veldhuis - Anotador de Líneas